# Epidendrum ciliare
Epidendrum ciliare es una orquídea epífita del género Epidendrum. Esta es una especie muy común con flores grandes y vistosas, la cual puede reconocerse por el labelo blanco y trilobado con el lobo medio largo y delgado y los lobos laterales fuertemente laciniados.

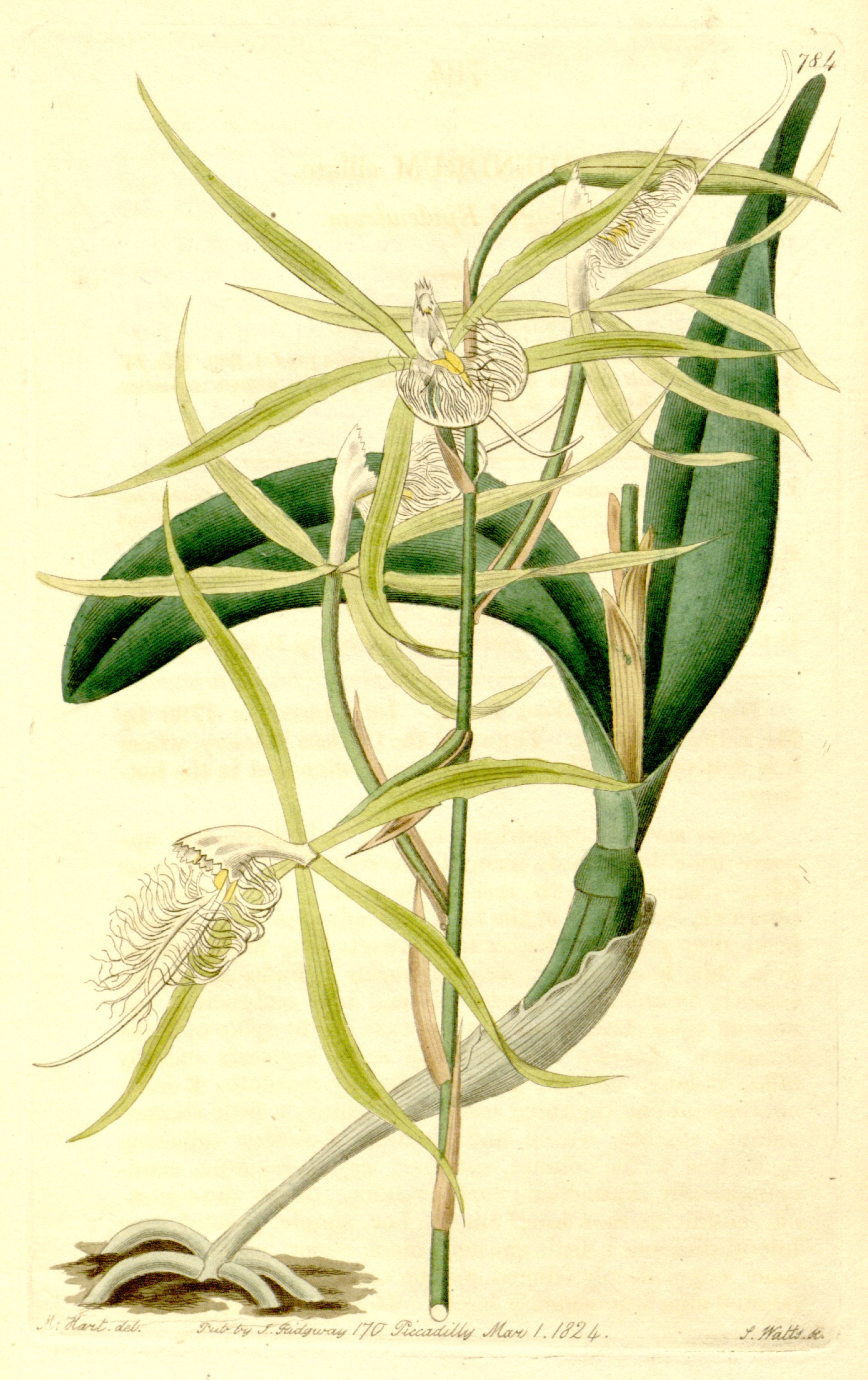
Ilustración

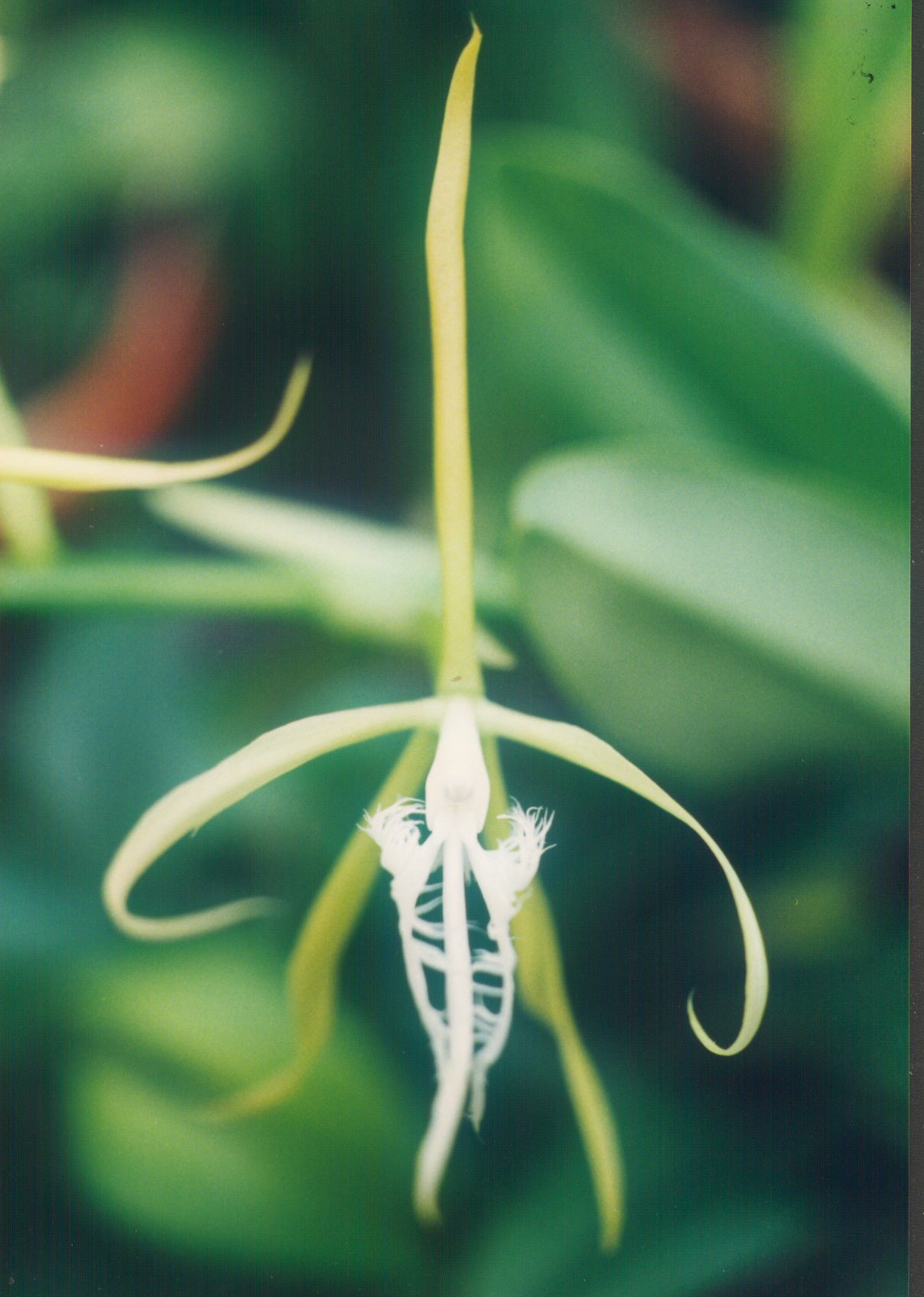
Detalle de la flor

## Descripción
Es una orquídea epífita, rizomatosa; con tallos secundarios pseudobulbosos, cilíndrico-estipitados, de 20 cm de largo y 6–15 mm de ancho, teretes a algo comprimidos, longitudinalmente surcados, 1-foliados. Hoja de 23 cm de largo y 4.5 cm de ancho, ápice obtuso, coriácea. Inflorescencia en forma de racimo de 15 cm de largo, con 4–6 flores muy vistosas, el pedúnculo 5–13 cm de largo, café obscuro a verde oliva, las brácteas pedunculares basales similares en forma a las apicales y a las brácteas florales, hasta 6 cm de largo, las brácteas florales envainando las bases de los pedicelos, las flores con sépalos y pétalos verdes, el labelo blanco con callos amarillos; sépalos 60 mm de largo y 5 mm de ancho, acuminados; pétalos de 55 mm de largo y 5 mm de ancho, acuminados; la porción libre del labelo de 40 mm de largo y 22 mm de ancho, 3-lobada, con los lobos laterales falcados, 20 mm de largo y 5 mm de ancho, enteros en su lado interior pero fuerte e irregularmente laciniados en el exterior, el lobo medio filiforme a linear, 35 mm de largo, disco con 2 callos erectos; columna 22 mm de largo, encorvada y con el borde del clinandro dentado; ovario y pedicelo juntos 8 cm de largo.

## Distribución y hábitat
Es una especie común que se encuentra en los bosques caducifolios , de las zonas pacífica y norcentral; a una altitud de 500–1350 metros; fl abr–dic; en México hasta Perú, Bolivia y Brasil, también en las Antillas.
En México se encuentra principalmente desde Jalisco hasta Chiapas. En Centroamérica en Nicaragua, Costa Rica y Panamá en el bosque húmedo montano bajo de hoja perenne y los bosques semi-caducifolios de elevaciones de 1200 a 1500 metros. 

## Taxonomía
Epidendrum ciliare fue descrita por Carlos Linneo y publicado en Systema Naturae, Editio Decima 2: 1246. 1759.
Etimología
Ver: Epidendrum
ciliare: epíteto latino que significa "con flecos".
Sinonimia
- Auliza ciliaris (L.) Salisb.
- Auliza ciliaris (L.) Lindl. ex Stein
- Coilostylis ciliaris (L.) Withner & P.A.Harding
- Coilostylis cuspidata (Lodd.) Withner & P.A.Harding
- Coilostylis emarginata Raf.
- Encyclia ciliaris (L.) A.Lemée
- Epidendrum ciliare var. cuspidatum (Lodd.) Lindl.
- Epidendrum ciliare var. minor hort. ex Stein
- Epidendrum ciliare var. squamatum Schnee
- Epidendrum ciliare var. viscidum (Lindl.) Lindl.
- Epidendrum cuspidatum Lodd.
- Epidendrum cuspidatum var. brachysepalum Rchb. f.
- Epidendrum luteum Planch.
- Epidendrum megalemmum Carnevali & G.A.Romero
- Epidendrum viscidum Lindl.
- Phaedrosanthus ciliaris (L.) Kuntze[6][7]